# Джей Джона Джеймсон
Джей Джо́на Дже́ймсон (англ. J. Jonah Jameson), настоящее имя — Джон Джона Джеймсон II (англ. John Jonah Jameson II) — персонаж из комиксов издательства Marvel Comics. Придуман Стэном Ли и художником Стивом Дитко.
Дж. К. Симмонс сыграл персонажа в трилогии «Человек-паук» Сэма Рэйми, в фильмах Кинематографической вселенной Marvel «Человек-паук: Вдали от дома» и «Человек-паук: Нет пути домой», а также озвучил его в различных дополнительных работах.

## История публикаций
Джей Джона Джеймсон был создан писателем Стэном Ли и художником Стивом Дитко. Впервые Джеймсон появился в The Amazing Spider-Man #1 (март 1963 года). В своём интервью Стэн Ли заявил, что смоделировал Джеймсона с более грубой версии самого себя.

## Характер
Джона производит впечатление грубого, резкого, невероятно грозного и беспринципного человека. Но люди, хорошо его знающие, понимают, что это всего лишь «рабочая» маска. В душе он добр, порядочен и всегда поддерживает друзей в трудные минуты. Поэтому сотрудники газеты ценят своего «сумасшедшего» шефа и спокойно относятся к его вспышкам гнева.

## Биография
Джей Джона Джеймсон (J. Jonah Jameson) — редактор «Дейли Бьюгл», одной из популярнейших газет Нью-Йорка, а также суровый босс Питера Паркера. Его карьера началась на должности репортёра в заштатной газетёнке. Проработав в прессе много лет, он, наконец, возглавил «Дейли Бьюгл», одну из ведущих нью-йоркских газет. В это время работа стала главным смыслом его жизни. Став шеф-редактором, Джона делал всё, чтобы его газета была самой интересной и покупаемой в Нью-Йорке. Его репортёры должны были добывать сенсации самыми возможными и невозможными способами. Человек-паук должен был стать сенсацией, которая могла принести «Дейли Бьюгл» огромную прибыль и повысить её без того огромные тиражи. И, хотя Джона не нравился новоявленный супергерой, такой шанс он упускать не хотел. Он поручил репортёрам собрать все сведения о Человеке-пауке, и, главное, узнать, кем он является на самом деле. Несмотря на его постоянные жалобы в адрес Питера, Джеймсон дал ему место фотокорреспондента на полный рабочий день. Правда, через некоторое время из-за сокращений Питеру снова пришлось стать внештатным фотографом. Кроме того, Джеймсон оплатил услуги адвоката, когда его арестовали во время истории с клонами.
Джона ненавидит Человека-паука и всеми силами старается его скомпрометировать или поймать. Для этого он даже готов пойти на крупные финансовые расходы и не слишком законные действия. В результате одной из таких попыток появился суперзлодей Скорпион. В данный момент Джона исполняет обязанности мэра Нью-Йорка. Теперь, когда Человек-паук официально признан героем, относится к нему более лояльно.
У Джеймсона есть отец — Джон Джона Джеймсон I, женатый на тёте Мэй, а также сын — Джон Джеймсон III. Сын был астронавтом, а затем работал в Рейвенкрофте — больнице для умалишённых, где содержались психически больные уголовники.

## Альтернативные версии

### 1602
Во вселенной 1602 Джеймсон ирландский колонист колонии Роанок и друг губернатора Анании Дейра. Он печатает газету колонии Роанок, Daily Trumpet, с помощью Питера Паркуа, которому он приказывает узнать больше о таинственном «Пауке», считая его угрозой для колонии.

### What If?
- Что если, Дядя Бен не погиб? — Человек-паук становится успешным артистом и использует своё богатство и влияние, чтобы закрыть газету Джеймсона и разрушить его жизнь в качестве «наказания». Джеймсон, в свою очередь, становится преступником, который организовывает собственную Зловещую шестёрку, чтобы отомстить Человеку-пауку.

### Ultimate Marvel
В Ultimate-вселенной сын Джеймсона Джон был астронавтом и погиб при взлёте ракеты. Джеймсон считал его настоящим героем и думал, что супергерои — всего лишь костюмированные преступники. В частности, Человек-паук. Джеймсон публично высмеивал его и обвинял в преступлениях. Никто не знал настоящей причины ненависти Джоны к Пауку. Но однажды Человек-паук спас Джеймсона от банды Кингпина, и Джона немного изменил своё мнение. Джона по-прежнему считал Человека-паука преступником, пока не случился Ultimatum. Во время Ультиматума Джона увидел, как тот, кого он презирал, спасал людей и рисковал своей жизнью. Когда Джона узнал, что Человек-паук погиб, он написал статью, в которой признался, что нагло лгал людям про Человека-паука. Но Человек-паук оказался жив. Позже Джона был похищен Хамелеоном и подстрелен. Во время пребывания в плену узнал тайну Человека-паука. После выстрела выжил и решил никому не рассказывать про то, что знает, кто под маской. Позже у них с Питером был разговор и Джона предложил ему сделку: Человек-паук совершает подвиг и даёт интервью Дейли Бьюгл. Присутствовал на похоронах Питера Паркера. В комиксе Miles Morales: Ultimate Spider-Man #6 пытался убить Нормана Озборна, когда тот пришёл к нему в дом, чтобы дать интервью. Однако недооценив способности безумца, был убит.

## Вне комиксов

### Телевидение

Джей Джона Джеймсон в мультсериале «Новые приключения Человека-паука»

- Джеймсон появляется в мультсериале «Человек-паук» 1994 года, где его озвучивает Эдвард Аснер. В этом мультсериале объясняется его ненависть к Человеку-пауку и другим героям в масках: в прошлом мафиози требовали его отозвать одну из громких статей, и получив отказ, подослали киллера в чёрной маске (иронично, похожую на маску Человека-паука) убить его жену Джулию прямо у входа в их дом. В первом сезоне Джеймсон участвует в создании Скорпиона, чтобы тот уничтожил Человека-паука, но в конце встаёт на сторону последнего, понимая, что он совершил ошибку. В прошлом он был известен как «Ищейка Джеймсон». В серии «Чужой костюм. Часть 1» он объявляет награду за голову Человека-паука в $1000000, считая, что он виновен в катастрофе и ограблении шаттла его сына. Когда Эдди Брок подсовывает ему ложную улику, намеренно скрыв фото где Человек-паук вытаскивает астронавтов из корабля, Джеймсон вскоре узнаёт об этом (Джон в бреду рассказывает про «человека в костюме носорога») и увольняет его. Здешний Джеймсон очень привязан к Питеру Паркеру, хоть и скрывает это. К примеру, он нанимает адвоката Мэтта Мердока, чтобы тот оправдал его, хоть и запрещает кому-то говорить об этом. Он также всеми силами пытается оправдать Робби, когда его подставляет Тумбстоун. В альтернативной реальности Стального Человека-паука, он не ненавидит Питера Паркера и является его крёстным.
- В мультсериале «Человек-паук» 2003 года Джона Джеймсон озвучен Кит Кэррадайном. Здесь Джеймсон изображается как ненавидящий Человека-паука. В последней серии его ненависть проявляется «по-настоящему», и он просит Паука покинуть город навсегда.
- Даран Норрис озвучил Джону Джеймсона в мультсериале «Новые приключения Человека-паука».
- Джеймсон озвучен Дж. К. Симмонсом в «Великом Человеке-паук», а также в «Мстители: Величайшие герои Земли» в серии «А вот и Паучок».

### Фильмы

#### Трилогия Сэма Рэйми

Джей Кей Симмонс в роли Джея Джоны Джеймсона

В первой трилогии о Человеке-пауке роль Джеймсона исполнил актёр Джонатан Кимбл Симмонс, который идеально перенёс как внешность, так и характер Джеймсона из комиксов на экраны. Он также постоянно критикует Человека-паука и то же самое делает со снимками Питера, хотя всё равно берёт их. Но всё же, когда в кабинет Джеймсона влетает Зелёный гоблин и требует чтобы Джона выдал ему автора снимков Человека-паука, Джона обманывает его и говорит, что не знает кто он и что снимки приходят по почте, тем самым защищая Питера Паркера даже под страхом смерти. Отношения к Питеру у него не изменились, даже когда Мэри Джейн ушла к нему буквально перед алтарём, во время её свадьбы с сыном Джеймсона. Также во втором фильме присутствует изначально вырезанная сцена, в которой Джеймсон после публикации новостей об исчезновении Человека-паука надевает костюм последнего, картинно изображая фирменное выстреливание паутиной. Когда в третьей части все любят Человека-паука за его подвиги, он всё равно хочет выставить его злодеем. Поэтому он очень зол на Эдди Брока, подсунувшего ему поддельное фото Паука, ограбившего банк, ведь он «20 лет не давал опровержений». После пытается купить у маленькой девочки её фотоаппарат, чтобы заснять битву Человека-паука и Нового гоблина против Песочного человека и Венома, но там не оказалось плёнки («с плёнкой дороже»). И необходимость давать опровержение, и поведение девочки было наказанием Джеймисону за попытку очернить Человека-Паука.

#### Дилогия Марка Уэбба
Джеймсон упоминается в разговоре Питера и его тёти Мэй в фильме «Новый Человек-паук. Высокое напряжение». Как и в других версиях Джеймсон ненавидит Человека-паука и мало платит Питеру за снимки. Предполагалось появление персонажа в третьей части. Дж. К. Симмонс заявлял, что открыт для предложений о возвращении к роли Джеймсона.

#### Кинематографическая вселенная Marvel

Джей К. Симмонс повторил роль Джей Джона Джеймсона в фильме «Человек-паук: Вдали от дома», сделав его первым персонажем живого супергеройского фильма, которого один и тот же актёр сыграл в двух разных франшизах.

Дж. К. Симмонс вернулся к роли Джеймсона в сцене после титров фильма «Человек-паук: Вдали от дома» (2019), благодаря чему Симмонс становится первым актёром Marvel, который сыграл одного и того же персонажа и в КВМ, и не в КВМ.
Позднее актёр снова повторил роль Джеймсона в фильме «Человек-паук: Нет пути домой», которому на этот раз было отведено больше экранного времени, нежели в предыдущем фильме. В данном воплощении Джеймсон не редактор газеты, а лицо и ведущий передачи Daily Bugle. Как и другие его версии, он всеми силами старается очернить Человека-Паука и призывает того к ответственности за гибель Квентина Бека.

### Игры
- В игре Lego Marvel Super Heroes появляется в разных миссиях и ненавидит Человека-паука. Также даёт задания, связанные со сбором фотографий мест, где происходили основные миссии.
- В игре Lego Marvel Super Heroes 2 появляется во время заставки и говорит краткое содержание миссии, во время диалога иногда упоминает о Человеке-пауке в качестве худшего примера.
- Является персонажем игры Spider-Man. В оригинальной версии игры был озвучен Дэрином Де Полом, в русскоязычной локализации — Игорем Тарадайкиным. После событий комикса-приквела покинул Daily Bugle и стал ведущим собственного подкаста «Только факты с Дж. Дж. Джеймсоном», в которых излагает свои взгляды на происходящее в Нью-Йорке.